# Прва Чимуренга
Прва Чимуренга (енгл. First Chimurenga) или Други Матабеле рат  је назив за побуну домаћег становништва на територији Родезије, (данашњег Зимбабвеа) против колонизатора. Побуна је трајала током 1896. и 1897. године.